# Parablennius incognitus
Parablennius incognitus är en fiskart som först beskrevs av Bath, 1968.  Parablennius incognitus ingår i släktet Parablennius och familjen Blenniidae. Inga underarter finns listade i Catalogue of Life.